# Love Frequency
Love Frequency è il secondo album della band inglese Klaxons, pubblicato il 16 giugno 2014. Il brano Children of the Sun è una reinterpretazione della canzone It's Not Over Yet del gruppo dei Grace. Dell'album è stato realizzato anche una versione in formato LP in edizione limitata di mille copie.

## Tracce
Testi e musiche di Klaxons.
1. A New Reality – 4:27
2. There Is No Other Time – 3:36
3. Show Me a Miracle – 3:25
4. Out of the Dark – 4:50
5. Children of the Sun – 3:56
6. Invisible Forces – 3:42
7. Rhythm of Life – 5:28
8. Liquid Light – 3:06
9. The Dreamers – 4:30
10. Atom to Atom – 4:33
11. Love Frequency – 4:37